# 胡海泉
胡海泉（1975年8月13日—），中国男声组合羽·泉的主唱及键盘手，北京EQarts唱片董事长。1998年出道，不時擔任音樂綜藝節目的評審。

## 生平
生于辽宁省沈阳市沈河区，祖籍江苏省苏州市常熟市。畢業於沈阳广播电视大学外贸管理系，受谭咏麟，齐秦等港台歌手影响而迷上音乐。1998年中国內地娱乐圈出道。

## 音乐作品

### 为其他歌手创作作品
- 1997年 李小双专辑《感触》创作主打歌《其实我也在乎》《你能记得我吗？朋友》《我懂》

## 影视作品
| 播映年份 | 類型     | 片名       | 角色     | 備註       |
| -------- | -------- | ---------- | -------- | ---------- |
| 2000年   | 电视电影 | 如果没有爱 | 客串     |            |
| 2002年   | 电视剧   | 壮志雄心   | 球员     | 友情客串   |
| 2012年   | 电视剧   | 明星实习生 |          | EQarts制作 |
| 2015年   | 电影     | 梔子花開   | 季彥爸爸 | 客串       |
| 2015年   | 电影     | 煎餅俠     | 客串     |            |

## 綜藝節目
- 2006年湖南衛視《超級女聲》評委
- 2011年湖南衛視《快樂女聲》評委
- 2013年湖南卫视《我是歌手》第一季首发歌手，兼任常规赛主持人[2]
- 2014年~2015年中國中央電視台CCTV-2《创业英雄汇》主持人
- 2015年浙江卫视《天生我有才》第一.二季明星合伙人
- 2016年《创业中国》主持人
- 2016年~2017年深圳卫视《为梦想加速》第一.二.三季主持人
- 2016年加油美少女導師[3]
- 2016年网综《穿越吧厨房》2016主持人
- 2017年《举杯呵呵喝》主持人
- 2017年江苏卫视《穿越吧厨房》2017主持人
- 2017年江苏卫视《大梦小家》主持人
- 2018年東方衛視《中國夢之聲·下一站傳奇》傳奇創始人
- 2020年浙江卫视《天赐的声音》主持人[4]
- 2021年芒果TV《披荆斩棘的哥哥》选手